# Olympische Sommerspiele 2024/Volleyball (Halle)
Bei den Olympischen Spielen 2024 in Paris wurden vom 27. Juli bis zum 11. August zwei Turniere im Volleyball ausgetragen.

## Qualifikation
Frankreich war als Gastgeber gesetzt. Bei Männern und Frauen qualifizierten sich jeweils elf weitere Mannschaften für das olympische Turnier. Im September und Oktober 2023 fanden zunächst jeweils drei internationale Qualifikationsturniere statt, bei denen sich jeweils die beiden bestplatzierten Mannschaften einen Startplatz sicherten. Die restlichen fünf Plätze bei beiden Geschlechtern wurden im Juni 2024 (nach der Vorrunde der Volleyball Nations League) durch die Position in der Weltrangliste vergeben. Dabei wurden zunächst Mannschaften aus Kontinenten, die noch nicht qualifiziert waren, berücksichtigt.
Die deutschen Männer gewannen alle ihre Spiele beim Qualifikationsturnier in Rio de Janeiro. Auch Gastgeber Brasilien schaffte dort die Qualifikation. Die deutschen Frauen scheiterten beim Turnier in Łódź. Dort setzten sich die Mannschaften aus den USA und Polen durch. Auch über die Weltrangliste gelang den DVV-Frauen die Qualifikation nicht.
| Qualifikation der Männer     | Qualifikation der Männer        | Qualifikation der Männer | Qualifikation der Männer | Qualifikation der Männer |
| Qualifikation                | Datum                           | Gastgeber                | Qualifizierte Teams      |                          |
| ---------------------------- | ------------------------------- | ------------------------ | ------------------------ | ------------------------ |
| Gastgeber                    | —                               | —                        | Frankreich               |                          |
| Internationale Qualifikation | 30. September – 8. Oktober 2023 | Rio de Janeiro           | Deutschland              |                          |
| Internationale Qualifikation | 30. September – 8. Oktober 2023 | Rio de Janeiro           | Brasilien                |                          |
| Internationale Qualifikation | 30. September – 8. Oktober 2023 | Tokio                    | Vereinigte Staaten       |                          |
| Internationale Qualifikation | 30. September – 8. Oktober 2023 | Tokio                    | Japan                    |                          |
| Internationale Qualifikation | 30. September – 8. Oktober 2023 | Xi’an                    | Polen                    |                          |
| Internationale Qualifikation | 30. September – 8. Oktober 2023 | Xi’an                    | Kanada                   |                          |
| Weltrangliste                | 24. Juni 2024                   | —                        | Slowenien                |                          |
| Weltrangliste                | 24. Juni 2024                   | —                        | Italien                  |                          |
| Weltrangliste                | 24. Juni 2024                   | —                        | Argentinien              |                          |
| Weltrangliste                | 24. Juni 2024                   | —                        | Serbien                  |                          |
| Weltrangliste                | 24. Juni 2024                   | —                        | Ägypten                  |                          |

| Qualifikation der Frauen     | Qualifikation der Frauen | Qualifikation der Frauen | Qualifikation der Frauen | Qualifikation der Frauen |
| Qualifikation                | Datum                    | Gastgeber                | Qualifizierte Teams      |                          |
| ---------------------------- | ------------------------ | ------------------------ | ------------------------ | ------------------------ |
| Gastgeber                    | —                        | —                        | Frankreich               |                          |
| Internationale Qualifikation | 16. – 24. September 2023 | Ningbo                   | Dominikanische Republik  |                          |
| Internationale Qualifikation | 16. – 24. September 2023 | Ningbo                   | Serbien                  |                          |
| Internationale Qualifikation | 16. – 24. September 2023 | Tokio                    | Türkei                   |                          |
| Internationale Qualifikation | 16. – 24. September 2023 | Tokio                    | Brasilien                |                          |
| Internationale Qualifikation | 16. – 24. September 2023 | Łódź                     | Vereinigte Staaten       |                          |
| Internationale Qualifikation | 16. – 24. September 2023 | Łódź                     | Polen                    |                          |
| Weltrangliste                | 17. Juni 2024            | —                        | Italien                  |                          |
| Weltrangliste                | 17. Juni 2024            | —                        | Volksrepublik China      |                          |
| Weltrangliste                | 17. Juni 2024            | —                        | Japan                    |                          |
| Weltrangliste                | 17. Juni 2024            | —                        | Niederlande              |                          |
| Weltrangliste                | 17. Juni 2024            | —                        | Kenia                    |                          |

## Bilanz

### Medaillenspiegel
| Platz  | Land               | Gold | Silber | Bronze | Gesamt |
| ------ | ------------------ | ---- | ------ | ------ | ------ |
| 1      | Frankreich         | 1    | –      | –      | 1      |
| 1      | Italien            | 1    | –      | –      | 1      |
| 3      | Vereinigte Staaten | –    | 1      | 1      | 2      |
| 4      | Polen              | –    | 1      | –      | 1      |
| 5      | Brasilien          | –    | –      | 1      | 1      |
| Gesamt | Gesamt             | 2    | 2      | 2      | 6      |

### Medaillengewinner
| Disziplin | Gold | Silber | Bronze |
| --------- | --- | --- | --- |
| Männer    | Frankreich Barthélémy Chinenyeze Jenia Grebennikov Jean Patry Benjamin Toniutti Kévin Tillie Earvin N’Gapeth Antoine Brizard Nicolas Le Goff Trévor Clévenot Yacine Louati Théo Faure Quentin Jouffroy       | Polen Łukasz Kaczmarek Bartosz Kurek Wilfredo León Aleksander Śliwka Grzegorz Łomacz Jakub Kochanowski Kamil Semeniuk Paweł Zatorski Marcin Janusz Mateusz Bieniek Tomasz Fornal Norbert Huber                                 | Vereinigte Staaten Matt Anderson Aaron Russell Jeffrey Jendryk Torey DeFalco Micah Christenson Maxwell Holt Micah Maʻa Thomas Jaeschke Garrett Muagututia Taylor Averill David Smith Erik Shoji                                     |
| Frauen    | Italien Marina Lubian Carlotta Cambi Monica De Gennaro Alessia Orro Caterina Bosetti Anna Danesi Myriam Sylla Paola Egonu Sarah Luisa Fahr Loveth Omoruyi Ekaterina Antropova Gaia Giovannini Ilaria Spirito | Vereinigte Staaten Micha Hancock Jordyn Poulter Avery Skinner Justine Wong-Orantes Lauren Carlini Jordan Larson Andrea Drews Jordan Thompson Haleigh Washington Dana Rettke Kathryn Plummer Kelsey Robinson Cook Chiaka Ogbogu | Brasilien Nyeme Costa Diana Duarte Macris Carneiro Thaísa Menezes Rosamaria Montibeller Roberta Ratzke Gabriela Guimarães Ana Cristina de Souza Natália Araújo Ana Carolina da Silva Júlia Bergmann Tainara Santos Lorenne Teixeira |

## Zeitplan
| Zeitplan Volleyball | Zeitplan Volleyball | Zeitplan Volleyball | Zeitplan Volleyball | Zeitplan Volleyball | Zeitplan Volleyball | Zeitplan Volleyball | Zeitplan Volleyball | Zeitplan Volleyball | Zeitplan Volleyball | Zeitplan Volleyball | Zeitplan Volleyball | Zeitplan Volleyball | Zeitplan Volleyball | Zeitplan Volleyball | Zeitplan Volleyball | Zeitplan Volleyball |
| Wettbewerbe         | Juli 2024           | Juli 2024           | Juli 2024           | Juli 2024           | Juli 2024           | August 2024         | August 2024         | August 2024         | August 2024         | August 2024         | August 2024         | August 2024         | August 2024         | August 2024         | August 2024         | August 2024         |
| Wettbewerbe         | 27.                 | 28.                 | 29.                 | 30.                 | 31.                 | 1.                  | 2.                  | 3.                  | 4.                  | 5.                  | 6.                  | 7.                  | 8.                  | 9.                  | 10.                 | 11.                 |
| ------------------- | ------------------- | ------------------- | ------------------- | ------------------- | ------------------- | ------------------- | ------------------- | ------------------- | ------------------- | ------------------- | ------------------- | ------------------- | ------------------- | ------------------- | ------------------- | ------------------- |
| Männer              |                     |                     |                     |                     |                     |                     |                     |                     |                     | VF                  |                     | HF                  |                     |                     |                     |                     |
| Frauen              |                     |                     |                     |                     |                     |                     |                     |                     |                     |                     | VF                  |                     | HF                  |                     |                     |                     |
| Entscheidungen      | 0                   | 0                   | 0                   | 0                   | 0                   | 0                   | 0                   | 0                   | 0                   | 0                   | 0                   | 0                   | 0                   | 1                   | 1                   | 1                   |

|  | Vorrunde, Viertelfinale, Halbfinale |  | Medaillenentscheidung |  | Medaillenentscheidung |

## Modus
Jeweils zwölf Mannschaften nahmen bei den Frauen und Männern am Turnier teil. Sie spielten zunächst in drei Vorrundengruppen mit jeweils vier Mannschaften. Für einen 3:0- oder einen 3:1-Sieg gab es drei Punkte, für einen 3:2-Sieg zwei Punkte, für eine 2:3-Niederlage einen Punkt und für eine 1:3- oder 0:3-Niederlage keinen Punkt. Die zwei besten Mannschaften aus jeder Gruppe sowie zwei der Gruppendritten qualifizierten sich für das Viertelfinale. Vom Viertelfinale an ging es im einfachen K.-o.-System weiter bis zum Finale.
Die Gruppeneinteilung wurde im Juni 2024 veröffentlicht. Sie erfolgte nach Auslosung, wobei Frankreich als Gastgeber an den ersten Platz der Gruppe A gesetzt wurde, während bei den anderen qualifizierten Mannschaften die Position in der Weltrangliste entscheidend für ihre Position im Lostopf war.

## Spielplan Frauen

### Vorrunde

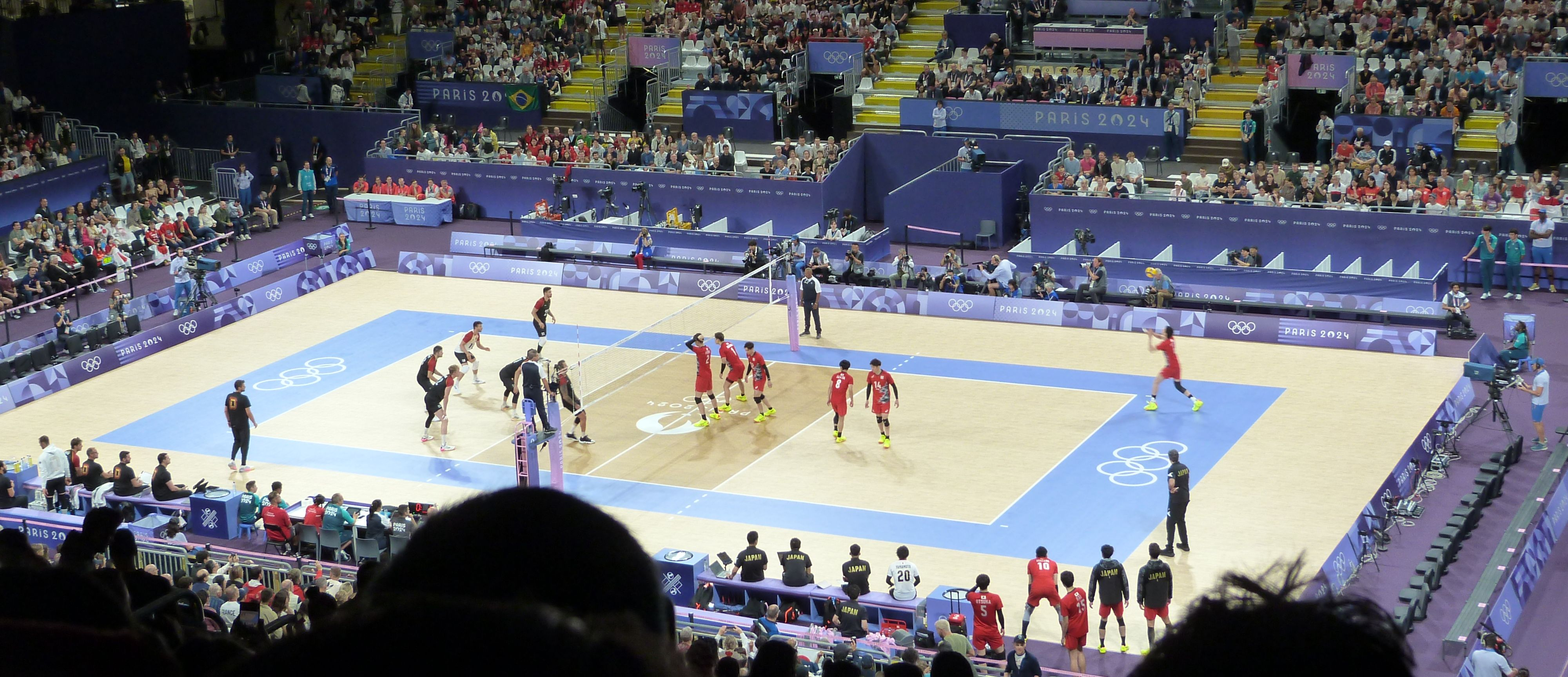
Spielszene Deutschland – Japan

| Gruppe A |                    |       |        |       |       |
| Platz    | Team               | Siege | Punkte | Sätze | BPQ   |
| 1.       | China              | 3     | 8      | 9:3   | 1,112 |
| 2.       | Vereinigte Staaten | 2     | 6      | 8:5   | 1,028 |
| 3.       | Serbien            | 1     | 4      | 6:6   | 1,054 |
| 4.       | Frankreich         | 0     | 0      | 0:9   | 0,785 |

| 29. Juli  | Vereinigte Staaten | China              | 2:3 |
|           | Frankreich         | Serbien            | 0:3 |
| 31. Juli  | Vereinigte Staaten | Serbien            | 3:2 |
| 1. August | Frankreich         | China              | 0:3 |
| 4. August | Frankreich         | Vereinigte Staaten | 0:3 |
|           | China              | Serbien            | 3:1 |

| Gruppe B |           |       |        |       |       |
| Platz    | Team      | Siege | Punkte | Sätze | BPQ   |
| 1.       | Brasilien | 3     | 9      | 9:0   | 1,442 |
| 2.       | Polen     | 2     | 6      | 6:4   | 1,060 |
| 3.       | Japan     | 1     | 3      | 4:6   | 1,008 |
| 4.       | Kenia     | 0     | 0      | 0:9   | 0,604 |

| 28. Juli  | Polen     | Japan | 3:1 |
| 29. Juli  | Brasilien | Kenia | 3:0 |
| 31. Juli  | Polen     | Kenia | 3:0 |
| 1. August | Brasilien | Japan | 3:0 |
| 3. August | Japan     | Kenia | 3:0 |
| 4. August | Brasilien | Polen | 3:0 |

| Gruppe C |                         |       |        |       |       |
| Platz    | Team                    | Siege | Punkte | Sätze | BPQ   |
| 1.       | Italien                 | 3     | 9      | 9:1   | 1,271 |
| 2.       | Türkei                  | 2     | 5      | 6:6   | 0,954 |
| 3.       | Dominikanische Republik | 1     | 3      | 5:7   | 0,929 |
| 4.       | Niederlande             | 0     | 1      | 3:9   | 0,921 |

| 28. Juli  | Italien     | Dominikanische R. | 3:1 |
| 29. Juli  | Türkei      | Niederlande       | 3:2 |
| 1. August | Türkei      | Dominikanische R. | 3:1 |
|           | Italien     | Niederlande       | 3:0 |
| 3. August | Niederlande | Dominikanische R. | 1:3 |
| 4. August | Italien     | Türkei            | 3:0 |

### Finalrunde
|  | Viertelfinale           | Viertelfinale      |                    |            | Halbfinale       | Halbfinale |  |  | Finale     | Finale |
|  |                         |                    |                    |            |                  |            |  |  |            |        |
|  | 6. August               |                    |                    |            |                  |            |  |  |            |        |
|  | Brasilien               | 3                  |                    |            |                  |            |  |  |            |        |
|  | Brasilien               | 3                  | 8. August          |            |                  |            |  |  |            |        |
|  | Dominikanische Republik | 0                  |                    |            |                  |            |  |  |            |        |
|  | Dominikanische Republik | 0                  | Brasilien          | 2          |                  |            |  |  |            |        |
|  |                         |                    | Brasilien          | 2          |                  |            |  |  |            |        |
|  |                         | Vereinigte Staaten | 3                  |            |                  |            |  |  |            |        |
|  | Vereinigte Staaten      | Vereinigte Staaten | 3                  | 3          |                  |            |  |  |            |        |
|  | Vereinigte Staaten      |                    |                    | 3          |                  |            |  |  |            |        |
|  | Polen                   | 0                  |                    | 11. August | 11. August       |            |  |  |            |        |
|  |                         |                    | Vereinigte Staaten | 0          |                  |            |  |  |            |        |
|  |                         |                    |                    | Italien    | 3                |            |  |  |            |        |
|  | China                   | 2                  |                    |            |                  |            |  |  |            |        |
|  | Türkei                  | 3                  |                    |            |                  |            |  |  |            |        |
|  | Türkei                  | 3                  | Türkei             | 0          |                  |            |  |  |            |        |
|  |                         |                    | Türkei             | 0          | Spiel um Platz 3 |            |  |  |            |        |
|  |                         | Italien            | 3                  |            |                  |            |  |  |            |        |
|  | Italien                 | Italien            | 3                  | 3          | Brasilien        | 3          |  |  |            |        |
|  | Italien                 | 8. August          |                    | 3          | Brasilien        | 3          |  |  |            |        |
|  | Serbien                 | 0                  |                    | Türkei     | 1                |            |  |  |            |        |
|  | Serbien                 | 0                  |                    |            | 1                |            |  |  |            |        |
|  |                         |                    |                    |            |                  |            |  |  | 10. August |        |

## Spielplan Männer

### Vorrunde
| Gruppe A |            |       |        |       |       |
| Platz    | Team       | Siege | Punkte | Sätze | BPQ   |
| 1.       | Slowenien  | 3     | 8      | 8:4   | 1,119 |
| 2.       | Frankreich | 2     | 6      | 8:5   | 1,115 |
| 3.       | Serbien    | 1     | 3      | 5:8   | 0,873 |
| 4.       | Kanada     | 0     | 1      | 3:9   | 0,916 |

| 28. Juli  | Frankreich | Serbien   | 3:2 |
|           | Slowenien  | Kanada    | 3:1 |
| 30. Juli  | Slowenien  | Serbien   | 3:0 |
|           | Frankreich | Kanada    | 3:0 |
| 2. August | Frankreich | Slowenien | 2:3 |
| 3. August | Kanada     | Serbien   | 2:3 |

| Gruppe B |           |       |        |       |       |
| Platz    | Team      | Siege | Punkte | Sätze | BPQ   |
| 1.       | Italien   | 3     | 9      | 9:2   | 1,200 |
| 2.       | Polen     | 2     | 5      | 7:5   | 1,015 |
| 3.       | Brasilien | 1     | 4      | 6:6   | 1,132 |
| 4.       | Ägypten   | 0     | 0      | 0:9   | 0,640 |

| 27. Juli  | Italien   | Brasilien | 3:1 |
|           | Polen     | Ägypten   | 3:0 |
| 30. Juli  | Italien   | Ägypten   | 3:0 |
| 31. Juli  | Polen     | Brasilien | 3:2 |
| 2. August | Brasilien | Ägypten   | 3:0 |
| 3. August | Polen     | Italien   | 1:3 |

| Gruppe C |                    |       |        |       |       |
| Platz    | Team               | Siege | Punkte | Sätze | BPQ   |
| 1.       | Vereinigte Staaten | 3     | 8      | 9:3   | 1,163 |
| 2.       | Deutschland        | 2     | 6      | 8:5   | 1,087 |
| 3.       | Japan              | 1     | 4      | 6:7   | 0,952 |
| 4.       | Argentinien        | 0     | 0      | 1:9   | 0,806 |

| 27. Juli  | Japan              | Deutschland        | 2:3 |
|           | Vereinigte Staaten | Argentinien        | 3:0 |
| 30. Juli  | Vereinigte Staaten | Deutschland        | 3:2 |
| 31. Juli  | Japan              | Argentinien        | 3:1 |
| 2. August | Argentinien        | Deutschland        | 0:3 |
|           | Japan              | Vereinigte Staaten | 1:3 |

### Finalrunde
|  | Viertelfinale      | Viertelfinale      |            |                    | Halbfinale       | Halbfinale |  |  | Finale    | Finale |
|  |                    |                    |            |                    |                  |            |  |  |           |        |
|  | 5. August          |                    |            |                    |                  |            |  |  |           |        |
|  | Italien            | 3                  |            |                    |                  |            |  |  |           |        |
|  | Italien            | 3                  | 7. August  |                    |                  |            |  |  |           |        |
|  | Japan              | 2                  |            |                    |                  |            |  |  |           |        |
|  | Japan              | 2                  | Italien    | 0                  |                  |            |  |  |           |        |
|  |                    |                    | Italien    | 0                  |                  |            |  |  |           |        |
|  |                    | Frankreich         | 3          |                    |                  |            |  |  |           |        |
|  | Frankreich         | Frankreich         | 3          | 3                  |                  |            |  |  |           |        |
|  | Frankreich         |                    |            | 3                  |                  |            |  |  |           |        |
|  | Deutschland        | 2                  |            | 10. August         | 10. August       |            |  |  |           |        |
|  |                    |                    | Frankreich | 3                  |                  |            |  |  |           |        |
|  |                    |                    |            | Polen              | 0                |            |  |  |           |        |
|  | Slowenien          | 1                  |            |                    |                  |            |  |  |           |        |
|  | Polen              | 3                  |            |                    |                  |            |  |  |           |        |
|  | Polen              | 3                  | Polen      | 3                  |                  |            |  |  |           |        |
|  |                    |                    | Polen      | 3                  | Spiel um Platz 3 |            |  |  |           |        |
|  |                    | Vereinigte Staaten | 2          |                    |                  |            |  |  |           |        |
|  | Vereinigte Staaten | Vereinigte Staaten | 2          | 3                  | Italien          | 0          |  |  |           |        |
|  | Vereinigte Staaten | 7. August          |            | 3                  | Italien          | 0          |  |  |           |        |
|  | Brasilien          | 1                  |            | Vereinigte Staaten | 3                |            |  |  |           |        |
|  | Brasilien          | 1                  |            |                    | 3                |            |  |  |           |        |
|  |                    |                    |            |                    |                  |            |  |  | 9. August |        |

## Austragungsort

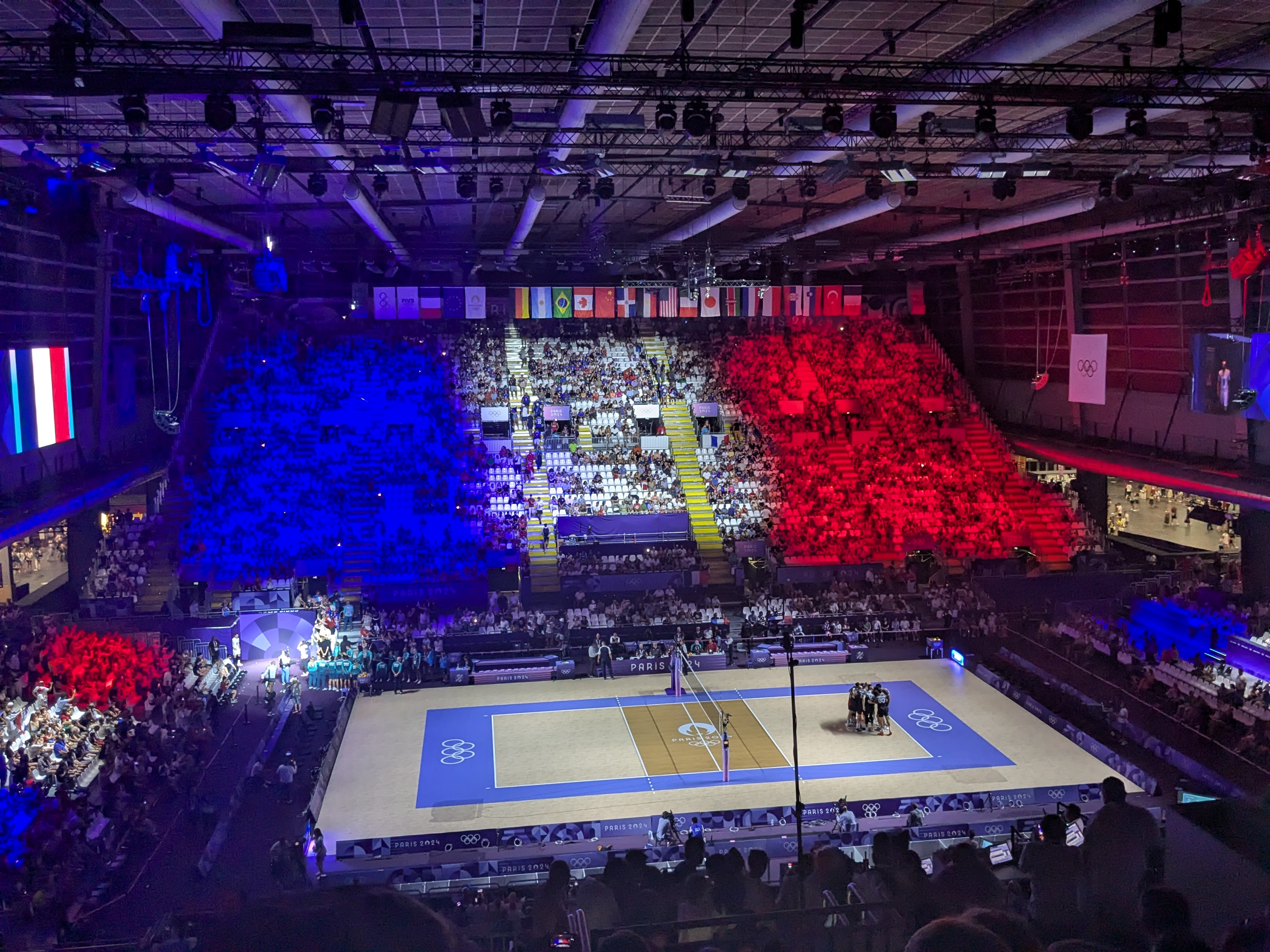
Die Arena Paris Sud beim Spiel Frankreich – Kanada

Die Volleyballspiele fanden in der Halle 1 der Arena Paris Sud 1 auf dem Gelände der Messe Paris statt. Die Halle bot Platz für 12.000 Zuschauer.

## Medien
Die Spiele wurden in Deutschland von Discovery+ und Eurosport sowie bei Das Erste und ZDF übertragen. Bei Discovery+ und Eurosport kommentierten Axel Chur und der ehemalige Spieler Ferdinand Tille die Übertragungen. Für die öffentlich-rechtlichen Sender waren Thomas Kunze und Dirk Berscheidt als Kommentatoren im Einsatz.